# Omul de aur (roman)
Omul de aur (în maghiară Az arany ember) este un roman social scris de Mór Jókai și publicat pentru prima oară în anul 1872. El a apărut mai întâi în foileton în cotidianul A Hon („Patria”) din Pesta, apoi în cinci volume editate de Editura Athenaeum din Pesta. Dramatizarea romanului a fost realizată de însuși Jókai și pusă în scenă în anul 1884.
Potrivit celor afirmate de Jókai în postfața ediției definitive a scrierii (1896), romanul este inspirat dintr-o poveste adevărată pe care autorul a auzit-o în copilărie de la sora bunicii materne. Tema romanului o reprezintă căutarea fericirii, fiind puse în opoziție romantismul dragostei și realismul brutal al vieții sociale. Negustorul de grâne Mihály Tímár din Komárom, personajul principal, este un om bogat și norocos care, în ciuda succesului obținut în afaceri și în viața socială, se simte totuși nefericit. În cele din urmă, își părăsește averea și traiul confortabil și se mută pe o insulă nou formată pe Dunăre („insula nimănui”), unde trăiește fericit alături de iubita sa, Noémi.
Romanul s-a bucurat de o mare popularitate la vremea publicării sale și ulterior, fiind tradus în mai multe limbi străine și ecranizat de patru ori până în prezent. Omul de aur este cel mai cunoscut și mai citit roman al lui Jókai, influențând operele literare ulterioare ale mai multor scriitori maghiari.
Perioada 1860-1875 este considerată de istoricii literari drept cea mai fecundă perioadă a lui Mór Jókai, în care au apărut cele mai valoroase opere literare ale scriitorului maghiar. Jókai a dobândit atunci o popularitate imensă, fiind considerat cel mai mare scriitor maghiar al epocii.

## Rezumat

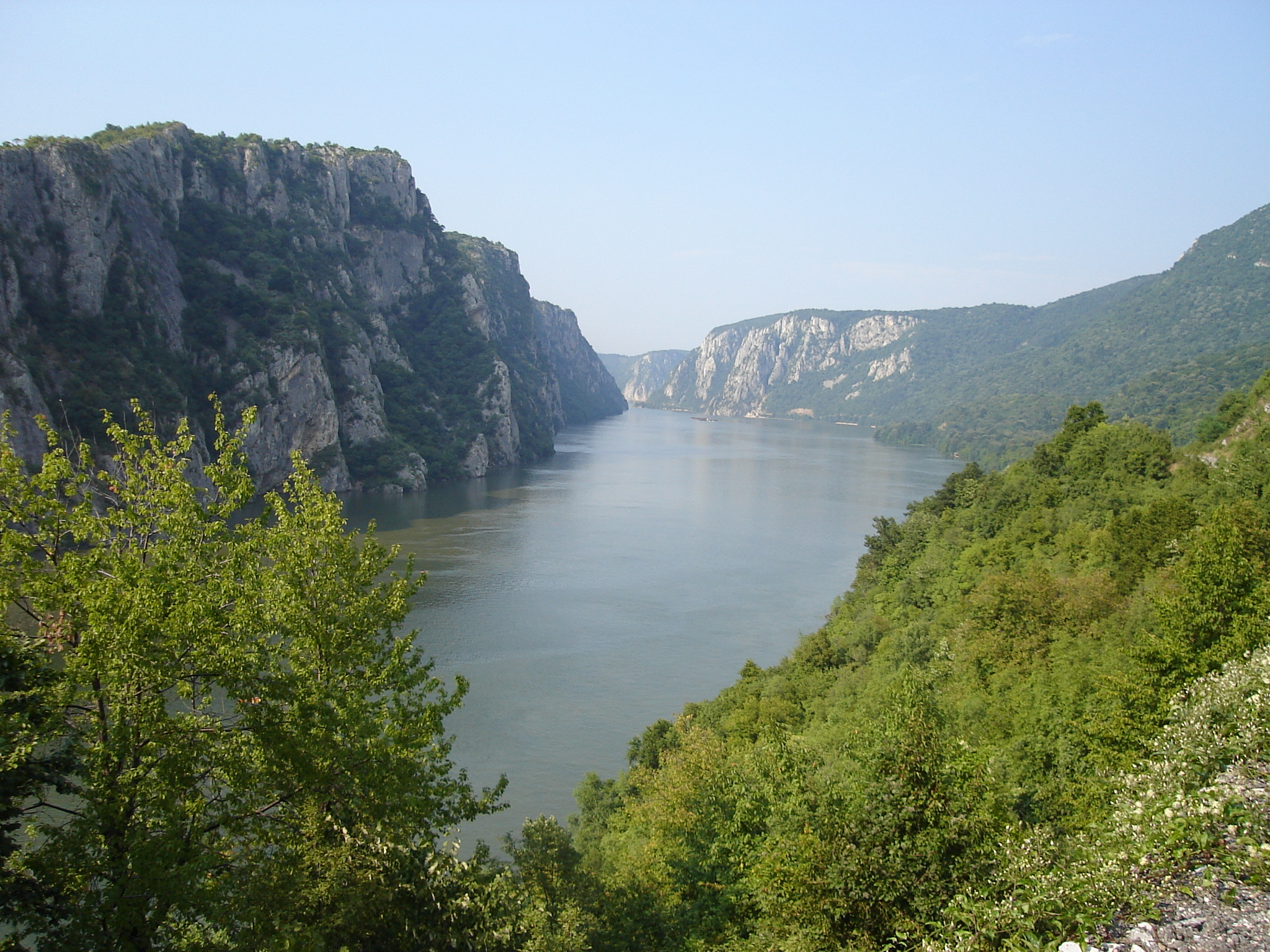
Defileul Dunării de la Porțile de Fier.

În toamna anului 1828 corabia „Sfânta Barbara”, comandată de căpitanul Mihály Tímár, transportă pe Dunăre de la Galați către Komárom o încărcătură de grâu și doi pasageri: comerciantul grec Euthym Trikalisz (proprietarul încărcăturii) și fiica lui, Timéa, în vârstă de 13 ani. Nava reușește să intre pe teritoriul Ungariei după traversarea dificilă a defileului de la Porțile de Fier și ancorează într-o seară în apropierea unei „insule a nimănui”, formată în ultimii 50 de ani prin depunerea de aluviuni în jurul unei stânci de pe cursul fluviului și care nu aparținea niciunui stat deoarece nu apărea încă pe nicio hartă. Căpitanul și pasagerii înnoptează pe insulă, cunoscându-le astfel pe mama Teréza și pe fiica ei, Noémi, care se refugiaseră acolo cu 12 ani în urmă după ce familia lor fusese ruinată; ele duceau o viață idilică departe de civilizație, trăind din trocul de produse cu marinarii ce debarcau periodic pe insulă.
În seara următoare Euthym Trikalisz îi dezvăluie căpitanului că nu este un comerciant grec, ci pașa turc Ali Ciorbadji, fost guvernator al Candiei și vistiernic imperial, și că fugise din Imperiul Otoman pentru că sultanul voia să-l ucidă pentru a-i confisca averea și a-i lua fata în harem. El se otrăvise cu puțină vreme înainte deoarece se aștepta să fie arestat de autorități la Panciova (după ce fusese recunoscut de spionul otoman Tódor Krisztyán) și extrădat în Turcia. În ultimele sale minute de viață muribundul îi cere lui Tímár să-i arunce corpul în Dunăre, să-i ducă apoi fiica negustorului de cereale Athanáz Brazovics din Komárom, care se înrudea cu familia lor, și să-i predea acestuia întreaga sa avere pentru a o întrebuința în folosul copilei. Corabia se scufundă însă în apropiere de Komárom, după ce se lovește de un buștean smuls de pe mal de apele fluviului.
Tímár o conduce pe fată la casa negustorului Athanáz Brazovics, predându-i acestuia o casetă cu 1.000 de galbeni. Negustorul o primește în casă pe Timéa, dar nu ca pe o fiică adoptivă, ci ca pe o slujnică a Athaliei, fiica lui. Tímár cumpără întreaga cantitate de grâu ud la sugestia ofițerului Imre Kacsuka, logodnicul Athaliei, și găsește într-unul din saci o casetă cu pietre prețioase și bani de aur, adevărata comoară a lui Ali Ciorbadji. El înmulțește această avere în următorii doi ani, devenind unul dintre cei mai mari comercianți de cereale ai imperiului și fiind înnobilat cu numele de Mihály Tímár de Leventiczy; în același timp realizează multe acțiuni filantropice. Începe să fie considerat de multă lume un „om de aur” atât datorită faptului că toate afacerile sale aveau mare succes, cât și datorită grijii pe care o manifesta pentru oamenii nevoiași.
Succesul lui Tímár conduce la ruinarea și apoi la moartea perfidului Brazovics, precum și la ruperea logodnei Athaliei cu Kacsuka, iar fostul marinar cumpără la licitație casa negustorului, dăruind-o Timéii, pe care o cere în căsătorie. Turcoaica acceptă cererea în căsătorie a lui Tímár ca un gest de recunoștință și se creștinează. În perioada următoare fostul căpitan încearcă zadarnic să câștige dragostea soției sale. Într-una din călătoriile sale prin țară, el ajunge iarăși în „insula nimănui” (pe care o concesionase anterior pe timp de 90 de ani) și află că Noémi îl iubește cu adevărat, ceea ce îi prilejuiește o dilemă morală. Reîntors din scurta sa expediție, el pune bazele unei întreprinderi de export a grâului unguresc în Brazilia, angajându-l ca agent comercial pe ticălosul Tódor Krisztyán și trimițându-l acolo pentru a nu mai tulbura liniștea celor din „insula nimănui”. Afacerea de export are succes, iar guvernul imperial îi acordă lui Tímár titlul de consilier regal și-l decorează cu Ordinul „Sf. Ștefan”, recompensându-i eforturile depuse pentru dezvoltarea economiei naționale.
În anii următori el își petrece primăvara și vara în „insula nimănui”, muncind acolo alături de Noémi și Teréza, și revine apoi în fiecare toamnă la Komárom. Negustorul se detașează însă tot mai mult de propriile afaceri, încredințând administrarea lor unor agenți comerciali și bancheri de încredere. Într-un an Noémi adoptă un copil al unei contrabandiste ce a murit la naștere; micul Dódi se îmbolnăvește însă de difterie și moare. Tot mai deprimat după ce zăcuse bolnav de febră tifoidă, Tímár se gândește să se sinucidă la revenirea în insulă, dar renunță după ce află că Noémi adoptase un alt copil căruia îi dăduse același nume. În următorii cinci ani, fostul marinar construiește pe insulă o casă din lemn și îl învață pe Dódi să citească și să scrie. Teréza moare în urma unei boli de inimă, iar Tímár pleacă în acea iarnă la Komárom pentru a obține divorțul de soția sa.

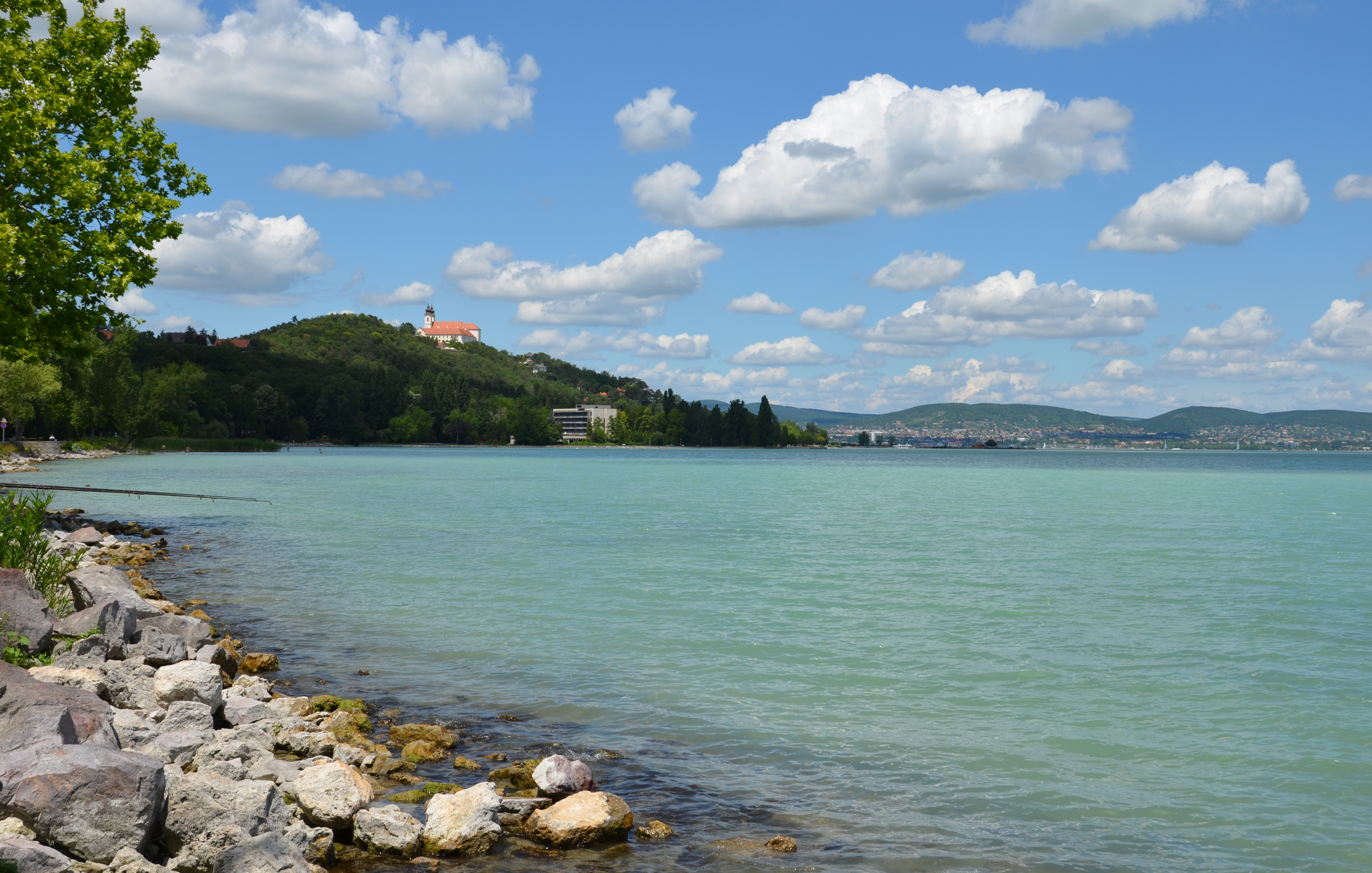
Vedere a lacului Balaton; pe fundal se află peninsula Tihany (cu abația benedictină) și orașul Balatonfüred.

Ajuns la conacul său de pe malul lacului Balaton pentru a se gândi la o soluție, Tímár este surprins de vizita lui Tódor Krisztyán, care fraudase compania din Brazilia, fusese condamnat la 15 ani de galere și evadase. Ticălosul îl șantajează, cerându-i „insula nimănui” și o mare parte din avere, dar, fiind refuzat, pleacă pe lacul înghețat către Abația Tihany pentru a lăsa patru scrisori în care să denunțe viața infamă a fostului marinar. Krisztyán cade însă într-o spărtură din gheața lacului și se îneacă. Tímár, care observase sfârșitul ticălosului, decide să renunțe la viața sa dublă și pleacă pentru totdeauna în „insula nimănui”, unde-i mărturisește Noémiei adevărul. Cadavrul descompus al vagabondului este găsit în primăvara următoare și este identificat, după hainele purtate și bijuteriile găsite asupra lui, a fi Tímár, fiind înmormântat cu onorurile cuvenite rangului său nobiliar.
După o perioadă de doliu, Timéa acceptă cererea în căsătorie a maiorului Kacsuka, dar în noaptea de dinaintea nunții Athalie încearcă să o ucidă. Criminala este condamnată la moarte, dar regele îi comută pedeapsa în cea de închisoare pe viață. Înainte de pronunțarea sentinței, criminala afirmă însă că secretul său era cunoscut doar de Tímár, deci acesta trebuie să fie în viață. Această veste distruge fericirea conjugală a cuplului Timéa - Kacsuka, iar „femeia de alabastru” moare după ce s-a chinuit ani de zile cu teama că primul ei soț se va întoarce. Averea lăsată de Tímár a fost risipită de fiul ușuratic al soților Kacsuka, iar urmașii lor au trăit de pe urma unei pensii acordate de o fundație caritabilă.
După trecerea a patruzeci de ani de la dispariția misterioasă a lui Tímár, autorul acestei cărți a vizitat împreună cu un prieten „insula nimănui”, găsind acolo o colonie numeroasă ce trăia în armonie, muncind cu plăcere și bucurându-se de frumusețea naturii. Drepturile familiei de coloniști asupra insulei urmau să expire abia peste 50 de ani.

## Capitole
Romanul este împărțit în cinci părți cu un total de 49 de capitole nenumerotate (Corabia „Sfânta Barbara” - 14 capitole, Timéa - 8 capitole, Insula nimănui - 8 capitole, Noémi - 5 capitole și Athalie - 14 capitole), fiecare capitol având un titlu.
Corabia „Sfânta Barbara”
- Porțile de Fier
- „Sfânta Barbara” și călătorii ei
- Pisica albă
- „Salto mortale” cu un mamut
- Un control sever
- „Insula nimănui”
- Almira și Narcisa
- Șoapte în întuneric
- Povestea locuitorilor insulei
- Ali Ciorbadji
- Alabastrul însuflețit
- Înmormântare marinărească
- O glumă cam tare
- Destinul „Sfintei Barbara”

Timéa
- Tatăl adoptiv
- Un sfat bun
- Semiluna roșie
- Mina de aur
- Gluma Athaliei
- O altă farsă
- Rochia de mireasă
- Timéa

Insula nimănui
- Nunta statuii de alabastru
- Diavolul păzitor
- Împrimăvărare
- Păianjenul printre trandafiri
- În afara lumii
- Tropicus capricorni
- Căminul primitor
- Giuvaeruri de familie

Noémi
- Un nou musafir
- Dulgherul
- Noémi
- Melancolie
- Tereza

Athalie
- Sabia ruptă
- Prima înfrângere
- Gheața
- Fantoma
- Ce spune luna? Ce spune gheața?
- Cine vine?
- Cadavrul
- Doamna Zófi
- Scrisoarea lui Dódi
- Nepriceputo!
- Athalie
- Ultima lovitură de stilet
- Femeia de la „Marianostra”
- „Nimeni”

## Personaje
Principalele personaje ale romanului sunt următoarele:
- Mihály Tímár — căpitanul corabiei „Sfânta Barbara”.[15] Își însușește comoara pașei Ali Ciorbadji, pe care o înmulțește, devine apoi proprietar de terenuri și comerciant și este înnobilat.[15] Se căsătorește cu Timéa, fata pașei, și duce o perioadă de timp o viață dublă.[15] Este poreclit „omul de aur”.[5][15]
- Timéa — fiica lui Euthym Trikalisz (Ali Csorbadzsi), „frumusețe de alabastru”, o ființă rece și lipsită de sentimente.[15] Devine mai târziu soția lui Tímár și apoi a ofițerului Kacsuka.[15]
- Euthym Trikalisz (pașa Ali Csorbadzsi) — tatăl Timéii, bogat dregător turc. A fost guvernator al Kandiei (azi orașul Heraklion din insula Creta), apoi vistiernic la Istanbul.[15] Aflând că va fi ucis din ordinul sultanului Mahmud al II-lea pentru a i se confisca averea în timpul revoltelor din Imperiul Otoman, fuge din țară împreună cu fiica sa pentru a-și salva viața, pretinzând că este un comerciant grec de grâne.[15]
- Athanáz Brazovics — tatăl Athaliei, comerciant de cereale din Komárom, proprietarul corabiei „Sfânta Barbara”. Este un om neîndurător și lipsit de scrupule, care s-a îmbogățit în mod necinstit.[15][27]
- doamna Zófia — soția lui Athanáz Brazovics și mama Athaliei; provine din clasa de jos și a fost anterior cameristă.[28]
- Athalie — fiica lui Athanáz Brazovics,[19] femeie frumoasă, dar intrigantă și răutăcioasă.[27] A fost logodită inițial cu ofițerul Kacsuka, care a părăsit-o în ziua nunții, după ce tatăl ei s-a sinucis.[28] Îndeplinește rolul de doamnă de companie a Timéii și încearcă să o ucidă în ajunul nunții acesteia.[29]
- Imre Kacsuka — logodnicul Athaliei, soțul Timéii, ofițer în armată (locotenent, căpitan, apoi maior), șeful secției de aprovizionare a armatei din Komárom. Este pictor amator și este reprezentat chiar în momentul apariției pictând portretul Athaliei, logodnica lui.[30] Îl sfătuiește pe Tímár cum să se îmbogățească prin încheierea unor contracte cu armata.[31] O iubește pe Timéa, care alege să se căsătorească cu Tímár, binefăcătorul ei.[18]
- Teréza Bellováry — mama lui Noémi. Se retrage pe o insulă de pe Dunăre, împreună cu fiica ei, după ce familia sa a sărăcit, iar soțul ei s-a împușcat, și trăiește numai din ceea ce le oferă natura.[15]
- Noémi — fiica mamei Teréza, care a crescut în mijlocul naturii.[15] Îl iubește pe Tímár, cu care trăiește pe insulă în lunile de primăvară și de vară ale fiecărui an.[15]
- Bellováry — tatăl lui Noémi, funcționar la primăria orașului Panciova; acceptă să garanteze pentru Maxim Krisztyán, iar după fuga acestuia se sinucide, nevrând să-și vadă familia în mizerie.[32]
- Adeódat (Dódi) — copilul unei contrabandiste care a născut pe insulă și apoi a murit, devenit apoi fiul adoptiv al lui Tímár și al Noémiei[33]
- Maxim Krisztyán — tatăl lui Tódor Krisztyán, negustor de grâne din Panciova; intrat în dificultăți financiare în 1816, fuge în Turcia, abandonându-și propriul fiu și lăsându-și prietenii garanți pe mâna creditorilor.[32] Îi spune fiului său, Tódor, de care a ajuns mai târziu să fie ferecat cu același lanț pe o galeră că „cine are bani înseamnă că a furat. Cine are bani mulți a furat mult; dacă n-a furat el însuși, înseamnă că a furat pentru el tatăl sau bunicul său”.[18][34]
- Tódor Krisztyán — părăsit de tatăl său la vârsta de 13 ani, a ajuns un ticălos desfrânat, vagabond și escroc, lucrând uneori ca spion al guvernului turc.[17] Vizitează des insula dunăreană și o necăjește pe Noémi, pe care o numește „logodnica” lui.[17] Este trimis de Tímár în Brazilia ca agent comercial, dar fraudează compania[35] și este condamnat la 15 ani de galere.[22] Evadează și se întoarce în Ungaria pentru a se răfui cu Tímár.[36]
- János Fabula — cârmaciul corabiei „Sfânta Barbara”, apoi supraveghetor al corăbiilor lui Tímár.[37] Plănuiește ulterior să se căsătorească cu Athalie.[37]
- Almira și Nárcissza — un câine de Newfoundland și o pisică albă, animalele de companie ale locuitorilor de pe „insula nimănui”[38]

### Surse de inspirație

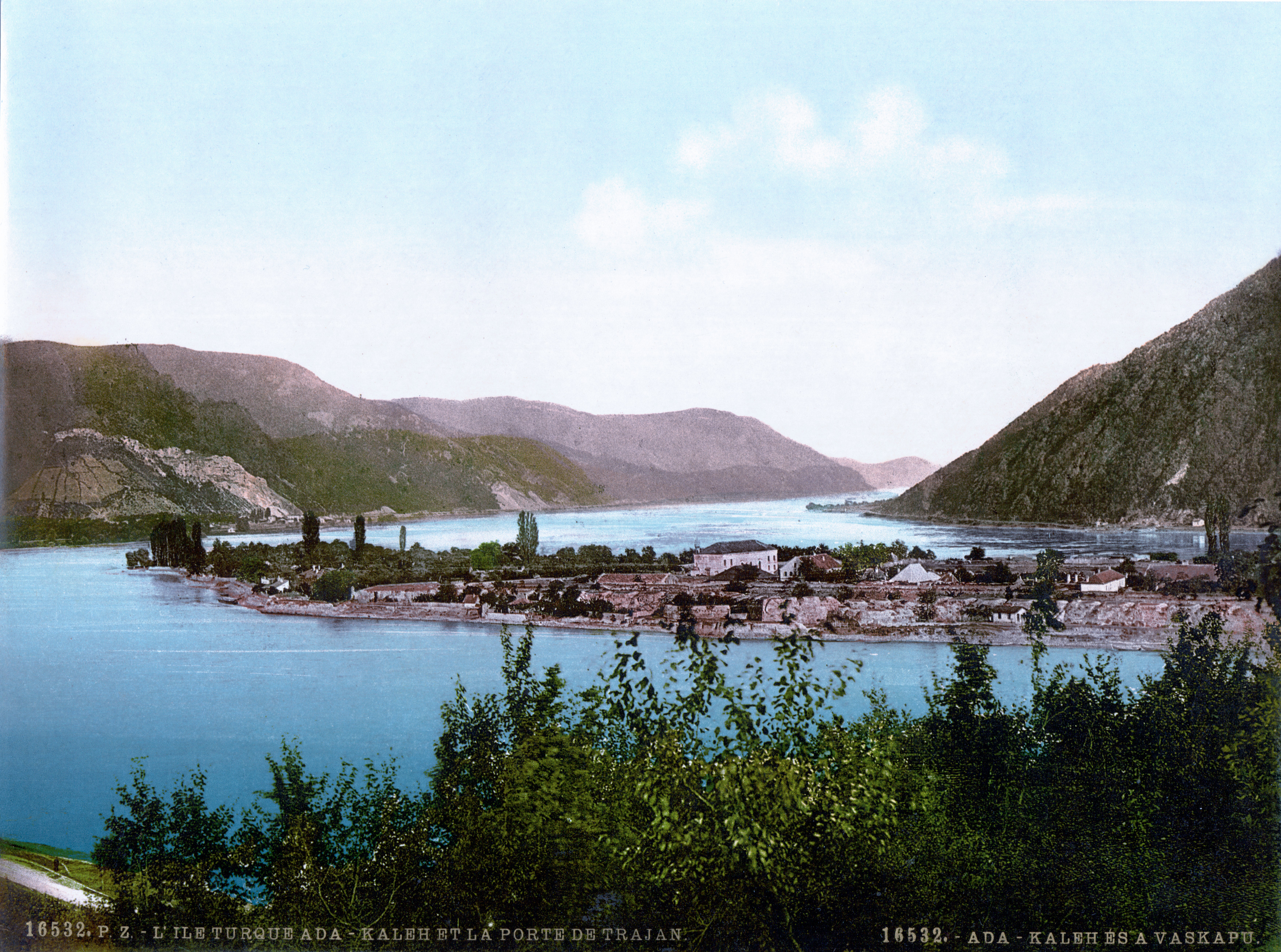
Insula Ada Kaleh, posibila sursă de inspirație a „insulei nimănui”.

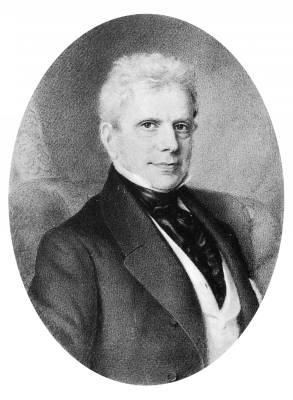
Bancherul aromân Gheorghe Sina.

### Publicare

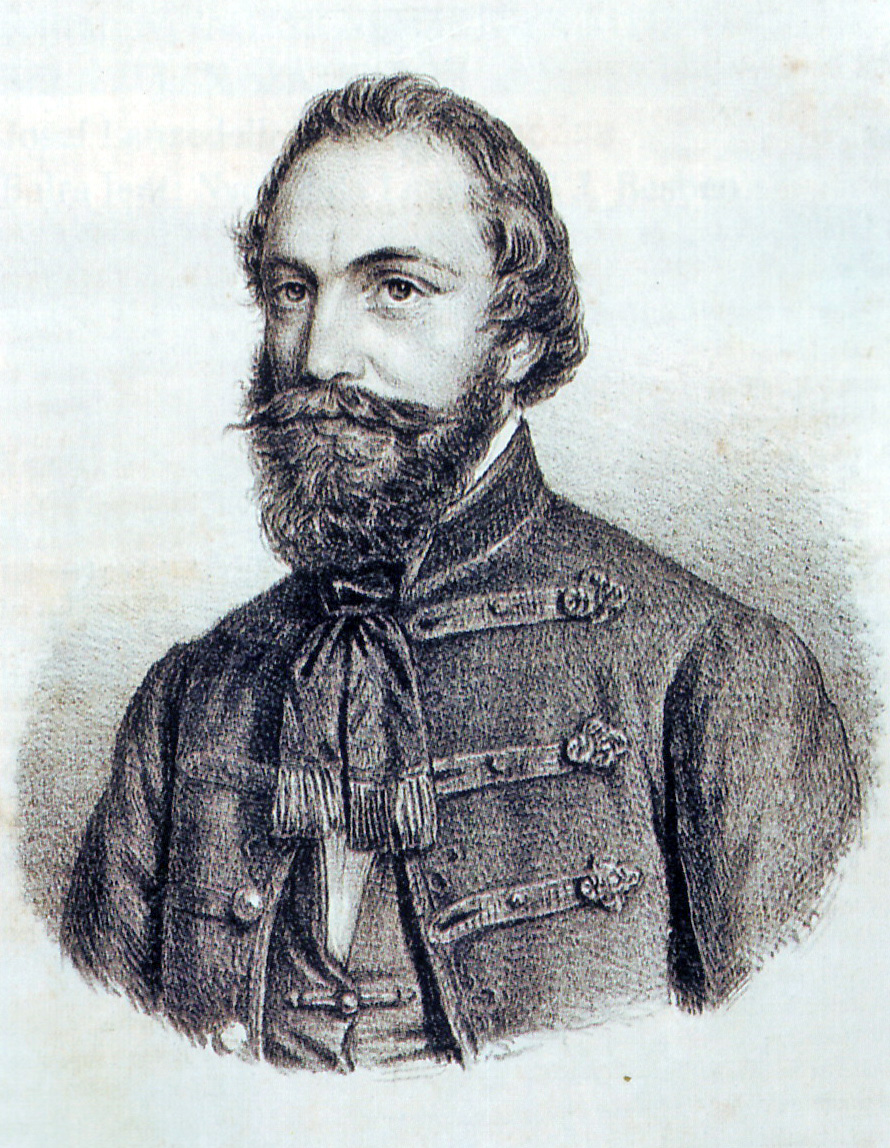
Litografie a lui Jókai realizată în 1860 de pictorul austriac Josef Marastoni.

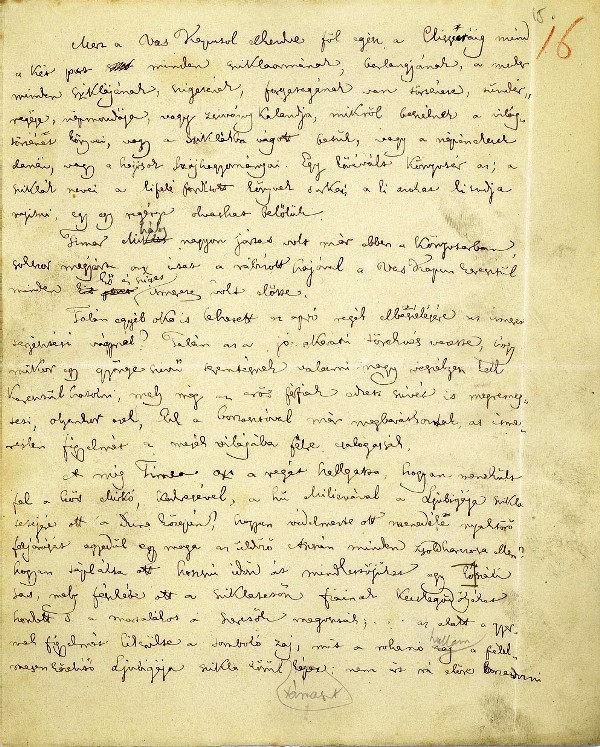
Pagină de manuscris a capitolului „Sfânta Barbara” și călătorii ei.

### Aspectul romantic al scrierii

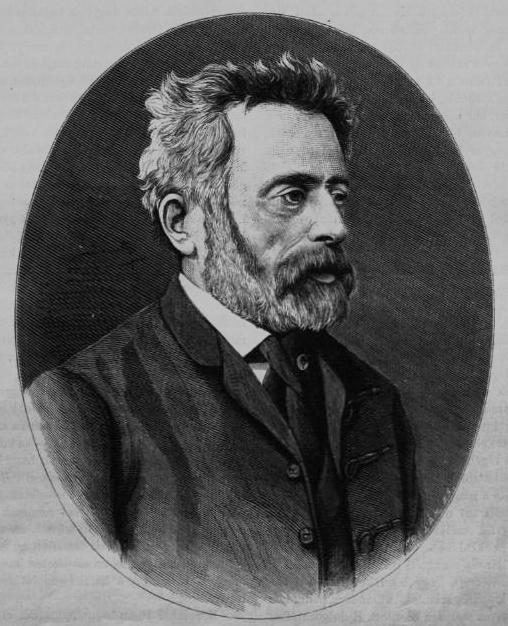
Jurnalistul germano-maghiar Adolf Dux, autorul uneia dintre primele recenzii ale romanului.

## Traduceri

Coperta primei traduceri în limba română, publicată în 1959.

## Scrierea romanului